# رودولف كيناو
رودولف كيناو Rudolf Kinau (ولد في 23 مارس 1887 في فينكنفيردر – ومات في 19 نوفمبر 1975) هو كاتب باللهجة الألمانية الشمالية Niederdeutsch، يعرف أيضا باسم رودل كيناو Rudl Kinau.
كتب أولى قصصه في عام 1916 تأبينا لأخيه الأصغر جورش فوك (واسمه الحقيقي يوهان فيلهلم كيناو). اشتهر عبر الإذاعة في البداية في Morgenfeiern ثم فيما بعد في سلسلة Hör mal ’n beten to في محطة NDR. ونشرت كل تلك الأعمال في كتاب بعنوان «زميل وزميلة» Kamerad und Kameradin. كتب 33 كتابا حتى وفاته. وكذلك نشرت له تمثيليات إذاعية ومسرحيات. وكذلك سجل العديد من الأسطوانات مثل سلسلة Wort und Stimme و Niederdeutsche Stimme. وبجوار العديد من الجوائز التي حصل عليها فقد حصل على صليب الاستحقاق من وسام الاستحقاق لجمهورية ألمانيا الاتحادية.

## روابط خارجية
- رودولف كيناو على موقع ميوزك برينز (الإنجليزية)
- رودولف كيناو على موقع ديسكوغز (الإنجليزية)